# Nothing Is Wasted
Nothing Is Wasted es un álbum en vivo de la banda de adoración contemporánea estadounidense Elevation Worship. El álbum fue lanzado el 18 de febrero de 2013 por Provident Label Group.

## Lista de canciones

#### Edición Standard[1]
| Edición Standard | Edición Standard              | Edición Standard                                                                 | Edición Standard |
| No.              | Título                        | Escritores                                                                       | Duración         |
| ---------------- | ----------------------------- | -------------------------------------------------------------------------------- | ---------------- |
| 1.               | "Great In Us" (Live)          | Mack Brock, Chris Brown, Katelyn Clampett, Brad Hudson, Wade Joye, Jane Williams | 6:41             |
| 2.               | "Be Lifted High" (Live)       | Brock, Brown, Jess Cates, Joye, Williams                                         | 5:17             |
| 3.               | "In Your Presence" (Live)     | Brock, Brown, Steven Furtick, London Gatch, Joye, Williams                       | 6:14             |
| 4.               | "Let Go" (Live)               | Brock, Brown, Cates, Joye                                                        | 4:41             |
| 5.               | "We're Not Alone" (Live)      | Brock, Brown, London Gatch, Brad Hudson, Joye, Williams                          | 4:11             |
| 6.               | "I Will Trust in You" (Live)  | Brock, Brown, Joye                                                               | 6:46             |
| 7.               | "Unchanging God" (Live)       | Brock, Brown, Cates, Furtick, Gatch, Joye, Williams                              | 7:52             |
| 8.               | "Nothing Is Wasted" (Live)    | Brock, Brown, Cates, Furtick, Gatch, Jason Ingram, Joye                          | 6:36             |
| 9.               | "I Have Decided" (Live)       | Brock, Brown, Joye, Sadhu Sundar Singh                                           | 7:13             |
| 10.              | "Lift Us Out" (Live)          | Brock, Brown, Furtick, Gatch, Joye                                               | 4:44             |
| 11.              | "Open Up Our Eyes" (Live)     | Brock, Brown, Stuart Garrard, Gatch, Joye                                        | 4:38             |
| 12.              | "Greater" (Live)              | Brock, Brown, Furtick, Israel Houghton, Joye                                     | 8:39             |
| 13.              | "Give Me Faith" (Bonus Track) | Brock, Brown, Gatch, Joye                                                        | 4:14             |
| Duración Total:  | Duración Total:               | Duración Total:                                                                  | 77:42            |

| Deluxe edition  | Deluxe edition                | Deluxe edition                                                                   | Deluxe edition |
| No.             | Título                        | Escritores                                                                       | Duración       |
| --------------- | ----------------------------- | -------------------------------------------------------------------------------- | -------------- |
| 1.              | "Great In Us" (Live)          | Mack Brock, Chris Brown, Katelyn Clampett, Brad Hudson, Wade Joye, Jane Williams | 6:41           |
| 2.              | "Be Lifted High" (Live)       | Brock, Brown, Jess Cates, Joye, Williams                                         | 5:17           |
| 3.              | "In Your Presence" (Live)     | Brock, Brown, Steven Furtick, London Gatch, Joye, Williams                       | 6:14           |
| 4.              | "Let Go" (Live)               | Brock, Brown, Cates, Joye                                                        | 4:41           |
| 5.              | "We're Not Alone" (Live)      | Brock, Brown, London Gatch, Brad Hudson, Joye, Williams                          | 4:11           |
| 6.              | "I Will Trust in You" (Live)  | Brock, Brown, Joye                                                               | 6:46           |
| 7.              | "Unchanging God" (Live)       | Brock, Brown, Cates, Furtick, Gatch, Joye, Williams                              | 7:52           |
| 8.              | "Nothing Is Wasted" (Live)    | Brock, Brown, Cates, Furtick, Gatch, Jason Ingram, Joye                          | 6:36           |
| 9.              | "I Have Decided" (Live)       | Brock, Brown, Joye, Sadhu Sundar Singh                                           | 7:13           |
| 10.             | "Lift Us Out" (Live)          | Brock, Brown, Furtick, Gatch, Joye                                               | 4:44           |
| 11.             | "Open Up Our Eyes" (Live)     | Brock, Brown, Stuart Garrard, Gatch, Joye                                        | 4:38           |
| 12.             | "Greater" (Live)              | Brock, Brown, Furtick, Israel Houghton, Joye                                     | 8:39           |
| 13.             | "Great In Us"                 | Mack Brock, Chris Brown, Katelyn Clampett, Brad Hudson, Wade Joye, Jane Williams | 6:39           |
| 14.             | "Be Lifted High"              | Brock, Brown, Jess Cates, Joye, Williams                                         | 5:06           |
| 15.             | "In Your Presence"            | Brock, Brown, Furtick, London Gatch, Joye, Williams                              | 4:59           |
| 16.             | "Let Go"                      | Brock, Brown, Cates, Joye                                                        | 4:52           |
| 17.             | "We're Not Alone"             | Brock, Brown, London Gatch, Brad Hudson, Joye, Williams                          | 4:12           |
| 18.             | "I Will Trust in You"         | Brock, Brown, Joye                                                               | 7:37           |
| 19.             | "Unchanging God"              | Brock, Brown, Cates, Furtick, Gatch, Joye, Williams                              | 5:39           |
| 20.             | "Nothing Is Wasted"           | Brock, Brown, Cates, Furtick, Gatch, Ingram, Joye                                | 5:31           |
| 21.             | "I Have Decided"              | Brock, Brown, Joye, Sadhu Sundar Singh                                           | 5:01           |
| 22.             | "Lift Us Out"                 | Brock, Brown, Furtick, Gatch, Joye                                               | 3:53           |
| 23.             | "Open Up Our Eyes"            | Brock, Brown, Stuart Garrard, Gatch, Joye                                        | 4:38           |
| 24.             | "Greater"                     | Brock, Brown, Furtick, Houghton, Joye                                            | 6:20           |
| 25.             | "Give Me Faith" (Bonus Track) | Brock, Brown, Gatch, Joye                                                        | 6:20           |
| Duración Total: | Duración Total:               | Duración Total:                                                                  | 141:44         |

## Rendimiento del álbum
| Chart (2013)                    | Peak position |
| ------------------------------- | ------------- |
| US Billboard 200                | 41            |
| US Christian Albums (Billboard) | 1             |